# Słownik mykologiczny
Słownik obejmuje hasła z zakresu morfologii, fizjologii, ekologii i rozmnażania grzybów oraz ich identyfikacji. Nie obejmuje taksonów. Niebieski kolor oznacza hasła szerzej opisane w odrębnych artykułach, czerwony – hasła jeszcze nieopisane, czarny – przekierowania.

## A
- acetokarmin – barwnik używany do wybarwiania preparatów przy oznaczaniu gatunków
- acerwulus – występująca u niektórych grzybów i złożona z konifioforów struktura do wytwarzania bezpłciowych zarodników
- adelofialida – zredukowana forma fialidy wyrastająca ze strzępki bez przegrody
- adiaspora – duża, kulista chlamydospora, która po inhalacji i dostaniu się do płuc wzrasta izotropicznie bez podziałów komórkowych
- acyjanofilny – nie barwiący się w błękicie mlekowym
- aleuriospora – bezpłciowy zarodnik wytwarzany na szczycie strzępek, ale pozostający na nich aż do rozpadu grzybni
- agarikalny – należący do rzędu pieczarkowców (Agaricales). Grzyby te charakteryzują się owocnikiem złożonym z trzonu i kapelusza z blaszkami
- akantocystyda – rodzaj cystydy o promieniście rozgałęzionym wierzchołku
- akantohyfida – rodzaj hyfidy z kołeczkowatymi wyrostkami po bokach
- akropetalny – powstający na końcu → łańcuszek akropetalny
- akutocystyda – cienkościenna i bezbarwna hyfida o ostrym wierzchołku
- alantoidalny – o kształcie kiełbasy (zarodnik)
- aleurokonidium, aleurospora – konidium przylegające do szczytu lub boku strzępki
- alleszerioza – choroba ludzi, psów i koni wywołana przez Pseudallescheria boydii
- alternarioza – choroba roślin wywołana przez grzyby z rodzaju Alternaria
- amyloidalny – zmieniający barwę na niebieską w odczynniku Melzera
- alweola – jamkowate zagłębienie w owocniku grzyba
- amerokonidium – jednokomórkowe konidium,u którego stosunek długości do szerokości jest mniejszy, niż 1:15
- amfispora – rodzaj konidium u niektórych rdzowców (Pucciniales)
- ampuła – komórka konidiotwórcza kształtem przypomina napęczniałą główkę z krótkimi wyrostkami zwanymi sterygmami
- ampułkowaty – w kształcie ampułki; u dołu rozszerzony, u góry zwężony i wydłużony
- an – przedrostek oznaczający „bez” lub „nie”
- angiokarpiczny – owocnik zamknięty → wnętrzniaki
- antraknoza – grzybowa choroba powodująca zgorzele roślin
- amyloidalność – zmiana barwy zarodników grzybów i innych elementów ich budowy pod wpływem preparatów jodu (zazwyczaj stosuje się odczynnik Melzera)
- amoniak – odczynnik chemiczny do reakcji makro- i mikroskopowych, pomocny przy identyfikacji gatunków grzybów
- anamorfa – morfa rozmnażająca się bezpłciowo
- anastomoza – poprzeczne połączenia między blaszkami, strzępkami lub wstawkami
- anizogamia – rozmnażania płciowe polegające na łączeniu się gamet zróżnicowanych wielkością
- annelida – komórka konidiotwórcza wydłużająca się podczas wytwarzania zarodników, zwykle o walcowatym kształcie i nieco zwężonej części szczytowej
- annelokonidium, annelospora – konidium wytwarzane na annelidzie
- anizogamia – rozmnażanie płciowe polegające na łączeniu się nieruchomych gamet
- aparat apikalny – struktura na szczucie worków służąca do wydalania zarodników
- aplanogamia – łączenie się dwóch nieruchomych gamet i wytworzenie zygoty
- aplanospora – nieruchomy zarodnik wytwarzany przez niektóre glony i grzyby
- apofiza – rozszerzający się u podstawy zarodni trzonek zarodnionośny, lub pierścieniowate zgrubienie na dolnej stronie endoperydium
- apotecjum, miseczka – rodzaj owocnika o kształcie podobnym do miseczki
- appressorium, przycistka – wytwarzana przez kiełkujący zarodnik strzępka służąca do przymocowania się do podłoża
- archikarp – początkowe stadium owocnika
- areolka – mały fragment spękanej powierzchni, od innych oddzielony szczelinami
- artrokonidium, artrospora – konidium powstające w wyniku fragmentacji strzępek
- askogonium → lęgnia
- askokonidium – konidium powstające w worku
- askoma → askokarp
- askoplazma – półpłynna treść worków, w której powstają zarodniki
- asterokonidium → staurokonidium
- atranoryna – związek chemiczny występujący u wielu gatunków porostów
- arbuskula – strzępka grzybów mykoryzowych pośrednicząca w wymianie składników między grzybem i rośliną
- areolka – okrągły lub nieregularny fragment plechy u porostów
- aseptyczna – nie podzielona przegrodami (septami)
- askochytoza – choroba roślin wyowłana przez grzyby z rodzaju Ascochyte
- askogamia – proces tworzenia worków (ascus)
- askokarp – owocnik grzybów workowych wytwarzający askospory
- askospora – płciowy zarodnik workowców
- askostroma – rodzaj owocnika u grzybów workowych wytwarzających podkładki
- aspergilloza – choroba wywołana przez grzyby z rodzaju Aspergillus
- asterohyfida – hyfida o gwiazdkowatym kształcie
- asteroseta – szczecinka o gwiazdkowatym kształcie
- astrocystyda – cystyda o gwiazdkowatym wierzchołku
- autogamia – rozmnażanie płciowe, podczas którego obydwie komórki rozrodcze wytwarzane są przez ten sam organizm
- azygospora – struktura podobna do zygospory, ale nie powstająca wskutek zlania się gametangiów

## B
- balistospora – zarodnik mechanicznie wyrzucany
- bazydiokarp – owocnik podstawczaków wytwarzający bazydiospory
- bazydiola – niedojrzała podstawka
- bazydiospora – płciowy zarodnik podstawczaków
- bazypetalny – powstający na początku → łańcuszek bazypetalny
- blastogeneza → pączkowanie
- blastomykoza – choroba wywołane przez Blastomyces dermatitidis
- blastospora, blastokonidium – zarodnik powstający przez pączkowanie
- blastyczny – rodzaj konidiogenezy polegający na tym, że komórka konidiotwórcza rozrasta się i zamienia w konidium, które następnie odcinane jest od konidioforu przegrodą
- blaszki – część owocnika grzybów kapeluszowych, na której powstają zarodniki
- błękit anilinowy – barwnik używany do barwienia preparatów biologicznych
- błękit krezolowy – barwnik używany do barwienia preparatów biologicznych
- błękit metylenowy – barwnik używany do barwienia preparatów biologicznych
- błękit mlekowy – barwnik do określania cyjanofilności grzybów
- boletoid fungi, grzyby borowikopodobne – grzyby kapeluszowe o rurkowym hymenoforze należące do rzędu borowikowców
- brachybazydiola – duża i nabrzmiała bazydiola
- brodawki – niskie, tępe wyrostki
- brzeg kapelusza – zewnętrzna część kapelusza, najbardziej oddalona od trzonu. Często ma inną barwę i własności (np. jest płonny) od pozostałej części
- brzeżek plechowy → ekscypulum
- bulwa – wyraźnie bulwiasto rozdęta nasada trzonu u grzybów kapeluszowych

## C
- cefalodium – struktury zawierające sinice u niektórych porostów
- cenocyt – rodzaj komórczaka
- cenotyczny – pusty, bez przegrody
- chasmotecjum – rodzaj owocnika u workowców
- cheilocystyda – cystyda na blaszkach grzybów
- chitosom – mikropęcherzyk na powierzchni błony komórkowej grzybów
- chityna – organiczny związek chemiczny będący składnikiem ściany komórkowej u grzybów
- ciałka gwiaździste – promieniste wypustki wokół ogniska zakażenia bakteryjnego, grzybiczego lub pasożytniczego
- chlamydospora – zarodnik przetrwalnikowy o grubych ścianach
- chromoblastomykoza – przewlekła, podskórna grzybica
- chryzocystyda – cystyda, która pod działaniem KOH barwi się na żółto
- chwytniki – cienkie wyrostki plesze porostów umocowujące ją do podłoża
- chytridiomykoza – choroba grzybicza płazów wywołana przez niektóre gatunki Batrachochytrium
- ciałka gwiaździste – promieniste wypustki wokół ogniska zakażenia bakteryjnego, grzybiczego lub pasożytniczego
- cortex – skórka grzybów złożona z gęsto zbitych strzępek tworzących chropowatą powierzchnię
- cutis – skórka grzybów złożona z równoległych do powierzchni, cienkich strzępek
- cyfelle – bardzo drobne otworki w dolnej korze porostów
- cysty strzępkowe – specyficzne, kleiste struktury na strzępkach grzybów drapieżnych
- cystyda – płonna komórka występująca między podstawkami w hymenium
- cystydiola – mała, niedojrzała cystyda
- cykl paraseksualny – rozmnażanie bezpłciowe zachodzące między haploidalnymi strzępkami grzybni tego samego gatunku, ale należącymi do różnych typów płciowych
- cyjanofilny – zmieniający barwę w błękicie mlekowym
- czapeczka – kapturkowata struktura na szczycie owocnika
- czarcie koło – krąg utworzony z owocników grzybów
- czas zwilżenia – czas zwilżenia wodą powierzchni rośliny niezbędny patogenowi do zainfekowania rośliny
- czerwień Kongo – barwnik używany do wybarwiania preparatów mikroskopowych
- człon – część strzępki od sąsiednich oddzielona przegrodą. Jest odpowiednikiem komórki u roślin

## D
- diaspora – twór służący do rozmnażania roślin i grzybów
- dendrohyfida – cienka, wielokrotnie drzewkowato rozgałęziona hyfida
- dekstrynoidalny – zmieniający barwę na czerwonobrązową w odczynniku Melzera
- dermatofity – grzyby chorobotwórcze powodujące grzybice
- deuterogamia – rozmnażanie płciowe polegające na zapłodnieniu lęgni przez jądro pochodzące ze strzępki grzybni lub zarodnika konidialnego
- diafragma – cienka błona oddzielająca glebę od podglebia w owocnikach zamkniętych
- didymospora – zarodnik dwukomórkowy, przedzielony pojedynczą przegrodą poprzeczną
- dichohyfida – hyfida zbudowana z cienkościennej zazwyczaj komórki podstawowej i z gałązek wierzchołkowych, zwykle grubościennych
- dichotomiczny – rozgałęziony na dwa mniej więcej równe ramiona
- diktiokonidium – dwukomórkowe konidium, u którego stosunek długości do szerokości jest mniejszy, niż 1:15
- dikariofaza – występująca u niektórych gatunków grzybów sytuacja, gdy kariogamia (czyli zlanie jąder) nie następuje zaraz po plazmogamii
- dimityczny system – złożony ze strzępek generatywnych i łącznikowych lub generatywnych i szkieletowych
- distosepta – przegroda niewłaściwa w zarodnikach, zbudowana tylko z wewnętrznej warstwy jego ściany
- dissepiment – wystająca na zewnątrz część przegrody między porami w hymenoforze, inaczej ostrze porów
- diplont – dwa haploidalne, zróżnicowane płciowo jądra występujące w jednej komórce
- dolipor – specjalna struktura w przegrodzie podstawczaków, umożliwiająca wymianę składników między sąsiednimi komórkami
- drożdżyca → kandydoza
- dzióbek (łac. apiculus) → wyrostek wnęki

## E
- ecjospora – zarodnik rdzowców wytwarzany w ecjach
- ecjospora uredinialna – zarodnik wytwarzany w ecjosporach uredinialnych
- ecjum – u rdzowców wytwór grzybni, w którym wytwarzane są zarodniki zwane ecjosporami
- ecjum uredinialne – u rdzowców rodzaj ecjum, w którym powstają zarodniki pełniące równocześnie funkcję ecjospor i urediniospor
- egzoperydium – zewnętrzna warstwa perydium
- egzotecjum – część owocników typu perytecjum, która wystaje na zewnątrz ponad plechę
- ekscypulum – w owocnikach typu perytecjum zewnętrzna ścianka otaczającą z wszystkich stron hymenium
- eksykat – zasuszony okaz w kolekcji grzybów
- ektomykoryza – mykoryza zewnętrzna, podczas której strzępki grzyba nie wnikają do komórek korzeni roślin
- ektosporium – zewnętrzna warstwa ściany komórkowej w bazydiosporach
- endoperydium – wewnętrzna część perydium
- endosaprofityzm – rodzaj współżycia glonów i grzybów występujący u niektórych porostów
- endospora – zarodnik powstający wewnątrz zarodni
- endostroma – wewnętrzna część podkładki, w której powstają bazydiospory
- enteroblastyczny – rodzaj konidiogenezy w której zewnętrzna ściana komórki zarodnikotwórczej rozpada się, pozwalając by wewnętrzna ściana wzrastając stworzyła ścianę powstającego zarodnika
- ektostroma – zewnętrzna część podkładki, w której powstają zarodniki konidialne
- elatery – wydłużone płonne komórki pozbawione protoplastu
- enteroblastyczny – rodzaj konidiogenezy w której zewnętrzna ściana komórki zarodnikotwórczej rozpada się, pozwalając by wewnętrzna ściana wzrastając stworzyła ścianę powstającego zarodnika
- epibazydium – część podstawki typu fragmobazydium
- epifragma – błonka zamykająca wylot owocnika u niektórych gatunków grzybów
- endoksyliczny – rozwijający się w zewnętrznej warstwie drewna
- epifityczny – rozwijający się na roślinach
- epigeiczny – naziemny
- epilityczny – naskalny
- epithelium – skórka zbudowana z mniej więcej kulistych, często połączonych z sobą komórek
- epikutis – górna warstwa strzępek w skórce grzybów
- episporium – jedna ze środkowych warstw ściany komórkowej w zarodnikach grzybów
- epitecjum, epihymenium – warstewka pokrywająca od góry hymenium
- epitunika → exosporium
- etnobotanika – dział mykologii zajmujący się rolą grzybów w kulturze
- euhymenium – typowe hymenium
- eusepta – przegroda właściwa w zarodnikach, zbudowana z obydwu warstw ściany zarodnika
- eustroma, eustromata – podkładka właściwa, czyli zbudowana wyłącznie ze strzępek grzybni
- exosporium – jedna z warstw ściany zarodników

## F
- fialida – komórka konidiotwórcza z otwartym końcem, przez który wydostają się konidia
- fialospora – zarodnik konidialny powstający na fialidzie
- filamentacja – przekształcanie się drożdżowej formy grzybów w formę strzępkową
- filcowaty – pokryty gęsto splecionymi włoskami tworzącymi warstewkę podobną do filcu
- fitopatologia – nauka o chorobach roślin
- fotobiont – autotroficzny składnik porostów (glony lub sinice)
- fragmentacja plechy – rozmnażanie bezpłciowe przez podział plechy
- fragmobazydium – podstawka podzielona przegrodami na kilka części
- fragmokonidium – zarodnik konidialny złożony z co najmniej 3 komórek
- frędzlowaty – o brzegu z licznymi, zwisającymi skupiskami strzępek
- fungemia – obecność żywych grzybów we krwi
- fuzarioza – choroba roślin wywołana przez grzyby z rodziny Nectriaceae, zwłaszcza z rodzaju Fusarium
- fyllokladium – występująca u niektórych porostów struktura o budowie podobnej do rośliny

## G
- gametangiogamia – rozmnażanie płciowe, podczas którego łączą się z sobą całe gametangia (lęgnie i plemnie)
- gametangium – komórka lub wielokomórkowy narząd, w którym wytwarzane są gamety (komórka jajowa i plemnik)
- gametogamia – rozmnażanie płciowe polegające na łączeniu dwóch haploidalnych gamet i wytworzeniu zygoty
- garbek, garb – wybitne uwypuklenie na szczycie kapelusza
- gasteroidalny – o budowie podobnej do purchawki
- gemma – tworzony przez drożdżowce i sprzężniaki zarodnik przetrwalnikowy, powstający w wyniku odcięcia i osłonięcia fragmentów strzępki grubszą ścianą
- gemula – kulista forma przetrwalnikowa u lęgniowców
- geotrychoza – grzybica wywołana przez Geotrichum candidum
- gleba – płodna część w zamkniętych owocnikach grzybów (wnętrzniaków)
- gleocystyda – cystyda wypełniona oleistą lub żywiczną, barwną lub bezbarwną zawartością
- główka – mniej więcej kulista część owocnika u grzybów kapeluszowych, lub szczytowa, napęczniała część konidioforu u Mycoromycota
- gongylidia – bulwkowate narośla na strzępkach grzybów uprawianych przez mrówki
- gonidium – u porostów otoczone przez strzępki komórki fotobiontów (zielenic właściwych lub sinic)
- gonospora → mejospora
- gruzełkowaty – pokryty bardzo drobnymi tworami w postaci ziarenek
- grzybica – zakaźna choroba ludzi i zwierząt wywołana przez pasożytnicze grzyby
- grzybnia – grupa strzępek tworząca organizm grzyba
- grzybnia powietrzna, grzybnia powierzchowna, grzybnia rozrodcza, grzybnia zewnętrzna – grzybnia występująca na powierzchni podłoża
- grzybnia przetrwalnikowa – grzybnia o poszerzonych strzępkach i pogrubionych ścianach, spełniająca rolę przetrwalnika
- grzybnia substratowa – grzybnia wnikająca w podłoże i pobierająca z niego wodę i składniki odżywcze
- grzyby blaszkowe, grzyby pieczarkopodobne – grzyby kapeluszowe o blaszkowym hymenoforze
- grzyby cerkosporoidalne – grupa grzybów pasożytniczych wywołujących choroby roślin. Dawniej należały do nich gatunki z rodzaju Cercospora, obecnie także niektóre inne
- grzyby cyfelloidalne – podstawczaki tworzące owocniki o kształcie tarczkowatym, rurkowatym, kubkowatym lub miseczkowatym
- grzyby domowe – powodujące zgnilizny drewna w budynkach i budowlach
- grzyby chorobotwórcze – wywołujące choroby roślin, zwierząt i ludzi
- grzyby drapieżne → grzyby mięsożerne
- grzyby drożdżopodobne – jednokomórkowe gatunki grzybów o budowie podobnej do drożdży Saccharomyces cerevisiae
- grzyby dymorficzne – mogące występować w postaci drożdżopodobnej i strzępkowej
- grzyby entomopatogeniczne – pasożytujące na owadach i wywołujące u nich choroby
- grzyby eukarpiczne – składające się z części płodnej (hymenoforu) i części bezpłodnej
- grzyby glebowe – występujące w glebie
- grzyby halucynogenne → grzyby psylocybinowe
- grzyby holokarpiczne – grzyby, u których podczas rozmnażania całe ciało przekształca się w zarodniki
- grzyby hydnoidalne – podstawczaki, których owocniki rosną na ziemi i składają się z trzonu i kapelusza o hymenoforze kolczastym
- grzyby jadalne – nadające się do spożycia
- grzyby kantarelloidalne – podstawczaki o owocnikach złożonych z trzonu i kapelusza o hymenoforze składającym się z anastomozujących listewek lub fałdek
- grzyby klawarioidalne – podstawczaki o owocnikach pałeczkowatych, maczugowatych lub krzaczasto rozgałęzionych
- grzyby kapeluszowe – o owocniku zbudowanym z kapelusza i trzonu
- grzyby kopalne – grzyby, które występowały w dawnych epokach geologicznych
- grzyby koprofilne – rozwijające się na odchodach zwierzęcych
- grzyby kortycjoidalne – podstawczaki o owocnikach rozpostartych (resuspinowate) lub rozpostarto-odgiętych, rzadko siedzących
- grzyby lecznicze – mające własności lecznicze
- grzyby mięsożerne – odżywiające się żywymi, drobnymi bezkręgowcami
- grzyby mikroskopijne – bardzo małe, zasadniczo widoczne dopiero przy powiększeniu
- grzyby mszakolubne – rozwijające się na mszakach lub w ich bezpośrednim otoczeniu
- grzyby mykoryzowe – żyjące z roślinami w symbiozie zwanej mykoryzą
- grzyby nadrzewne – rozwijające się na korzeniach, pniach i gałęziach drzew i krzewów, a także na drewnie, korze
- grzyby nagrzybne – rozwijające się na innych grzybach, zwykle będące ich pasożytami
- grzyby naporostowe – rozwijające się na porostach
- grzyby naziemne – o owocnikach rozwijających się nad powierzchnią gleby
- grzyby nicieniobójcze, grzyby nematofagiczne – mięsożerne lub pasożytnicze atakujące nicienie (Nematoda)
- grzyby niższe – grzyby, u których nie występuje rozmnażanie płciowe (przynajmniej nie jestnam znane)
- grzyby pasożytnicze – wywołujące choroby ludzi, zwierząt i roślin
- grzyby pirofilne → grzyby wypaleniskowe
- grzyby podziemne – tworzące owocniki całkowicie pod ziemią
- grzyby poliporoidalne – podstawczaki o owocnikach z hymenoforem rurkowym
- grzyby półpodziemne – tworzące owocniki częściowo w ziemi, częściow wystające nad jej powierzchnię
- grzyby psylocybinowe – działaniu psychoaktywnym, które po spożyciu w małych dawkach wywołują u człowieka głównie zaburzenia percepcji, zmienność myśli lub nastroju
- grzyby saprotroficzne – odżywiające się martwą materią organiczną
- grzyby sekotioidalne – grzyby o owocniku pośrednim między owocnikiem zamkniętym i otwartym
- grzyby strzępkowe – zbudowane ze strzępek (w przeciwieństwie do grzybów drożdżopodobnych)
- grzyby tremelloidalne – podstawczaki o owocnikach galaretowatych
- grzyby uprawne – uprawiane w celach kulinarnych lub na potrzeby produkcji substancji aktywnych
- grzyby węglolubne → grzyby wypaleniskowe
- grzyby wielkoowocnikowe – widoczne gołym okiem
- grzyby właściwe – zaliczane do królestwa grzybów (Fungi), w odróżnieniu od organizmów grzybopodobnych
- grzyby wodne – żyjące w wodzie
- grzyby wypaleniskowe – występujące tylko na spalonych obszarach lub przynajmniej mające silną preferencję dla spalonych obszarów
- grzyby wyższe – popularna nazwa nadawana workowcom i podstawczakom
- grzyby zoofagiczne→ grzyby mięsożerne
- gwajakol – barwnik używany do wybarwiania preparatów, pomocny przy identyfikacji gatunków grzybów
- gutula – oleista kropla w zarodnikach grzybów
- gymnotecjum – owocnik workowców, w którym worki są rozmieszczone w luźnej sieci strzępek

## H
- halocystyda – cienkościenna cystyda o nabrzmiałym kształcie, często główkowata
- hamatecjum – wszystkie płonne struktury znajdujące się w owocnikach grzybów
- haustorium → ssawki
- helikokonidium – zarodnik konidialny, którego oś skręcona jest o więcej, niż o 180°
- helmintosporioza – grupa grzybowych chorób roślin
- heterokarion – komórka zawierająca co najmniej dwa genetycznie różne jądra
- heterotalizm – możliwość koniugacji między plechami tego samego gatunku, ale tylko wtedy, gdy należą one do dwóch różnych fizjologicznych typów (+) i (–)
- hialinowy – pozbawiony barwników, szklisty, zwykle przeźroczysty, czyli szklisty
- higrofaniczność – zmiana barwy wodochłonnej struktury grzyba pod nasiąknięciu wodą
- hilum – blizna u podstawy zarodnika
- histoplazmoza – choroba wywoływana przez grzyb Histoplasma capsulatum
- holobazydium – jednokomórkowa podstawka
- holomorfa – gatunek grzyba występujący zarówno w postaci anamorfy, jak teleomorfy
- homotalizm – możliwość koniugacji między wszystkimi plechami tego samego gatunku, gdyż nie są one zróżnicowane na dwa typy płciowe
- huba – owocnik grzybów nadrzewnych
- hyalokonidium – konidium bezbarwne, szkliste
- hyfida – płonna strzępka występująca między podstawkami w hymenium, czasami z nimi zrośnięta
- hyfopodium – jednodno- lub dwukomórkowe rozgałęzienie grzybni powietrznej wydzielające kleistą substancję umożliwiającą przymocowanie zarodnika do podłoża
- hydromykologia – nauka o grzybach wodnych
- hymeniderma – skórka zbudowana z palisadowo ułożonych strzępek
- hymenium – warstwa, w której wytwarzane są zarodniki. Składa się z elementów płodnych – podstawek, oraz bezpłodnych strzępek
- hymenofor – część owocnika zawierająca hymenium
- hypotecjum – płonna warstwa gęsto splecionych strzępek znajdujących się w owocnikach typu apotecjum
- hysterotecjum – część owocnika typu askostroma, w której powstają askospory

## I
- iksohyfida – cienkościenna hyfida występująca w skórce u grzybów z rodzaju Flammulina
- inkrustowany – z licznymi, tkwiącymi kryształkami
- inokulacja – wprowadzenie do danego ustroju patogenu w postaci wirusa, bakterii, grzyba lub pasożyta
- interkalarny – tworzący się nie na końcu strzępki, lecz w jej środku, między innymi komórkami
- inwolukrelum – ciemna okrywa na ekscypulum w perytecjach
- ixocutis – skórka zbudowana ze zżelowanych, równoległych do powierzchni strzępek
- ixotrichoderma – zżelowana struktura strzępek w skórce
- izogamia – rozmnażanie płciowe, w którym obydwie gamety są identyczne pod względem budowy i wielkości
- izydia – twory służące do bezpłciowego rozmnażania porostów

## J
- jajo – owocnik przypominający kształtem jajo ptaków (np. młode okazy sromotnika smrodliwego)

## K
- kandydoza – oportunistyczna infekcja skóry, błon śluzowych, paznokci wywołana przez grzyby z rodzaju Candida
- kapelusz – część owocnika grzyba kapeluszowego, na której tworzą się zarodniki
- karbowany – drobno i regularnie pofałdowany (np. brzeg kapelusza)
- kariogamia – zlewanie się jąder kopulujących komórek rozrodczych w jedno jądro zygoty
- karpofor→ owocnik
- katahymenium – hymenium z regularnie ułozonymi podstawkami, tworzącymi palisadę
- kaulocystyda – cystyda występująca na trzonie grzybów
- klamra → sprzążka
- klejstotecjum – zamknięty owocnik wytwarzający askospory
- koenocyt → komórczak
- kokcydioidomykoza – grzybica wywołana przez grzyby z rodzaju Coccidioides
- kolce – długie wyrostki hymenoforu, na których wytwarzane są zarodniki
- kolonia – plecha grzybów hodowanych w laboratorium na sztucznym podłożu
- kolumella – środkowa, słupkowata część owocnika zamkniętego (np. u purchawek)
- kołki – krótkie, kołkowate wyrostki boczne na strzępkach
- kołnierzyk, pierścień – struktura powstająca na komórce konidiotwórczej typu annelida po każdym wytworzeniu przez nią zarodnika
- komora – pusta przestrzeń w owocnikach lub podkładkach grzybów
- komórczak – pojedyncza komórka z licznymi jądrami
- komórka konidiotwórcza, k. konidiogenna – końcowa strzępka, na której wytwarzane są zarodniki konidialne
- komórka tretyczna – komórka konidiotwórcza o walcowatym kształcie, często w części wierzchołkowej kolankowato wygięta, zwykle o barwie od jasnobrunatnej do oliwkowobrunatnej
- konidiofor – szczytowa strzępka grzybni, na której wytwarzane są konidia. Jej ostatni człon to komórka konidiotwórcza
- konidiogeneza – proces wytwarzania zarodników konidialnych
- konidiom – wielostrzępkowa struktura, na której wytwarzane są konidia. Są konidiomy typu acerwulus, koremium, kupula, sporodochium, pyknidium, pyknotyrium
- konidiospora → pykniospora
- kontekst – miąższ owocnika. Terminu tego używa się zwykle dla grzybów Hymenomycetes
- kończyk – mocno zwężona szczytowa część organu, np. cystydy
- kora – zewnętrzna, złożona ze strzępek grzyba warstwa plechy u porostów
- koralkowaty – złożony z gęsto skupionych odcinków
- koremium rodzaj konidiomu, w którym pęczki konidioforów w dolnej części są ciasno splątane, w górnej wachlarzowato rozchylone
- korteks – występująca na pozbawionej hymenium części owocnika cienka warstwa silnie zlepionych, często ciemno zabarwionych i grubościennych strzępek
- korynesporoza – grupa chorób roślin wywołana przez grzyby z rodzaju Corynespora
- kosmek – delikatny pęczek strzępek
- krusta – twarda skórka na owocnikach grzybów, występująca np. u niektórych hub
- kryptokokoza – grzybica wywołana przez Cryptococcus neoformans
- kupula – rodzaj acerwulusa o kubeczkowatym kształcie

## L
- lagenocystyda – cystyda o smukłym kształcie
- laktofenol – roztwór fenolu i kwasu mlekowego używany do wybarwiania preparatów
- lamprocystyda – cystyda zwykle grubościenna
- lateks → mleczko
- lecideowy owocnik – owocnik typu apotecjum z brzeżkiem własnym zwykle tej samej barwy co tarczka
- lekanorowy owocnik – owocnik typu apotecjum z brzeżkiem plechowym wyraźnie różniącym się od tarczki
- leptocystyda – cystyda cienkościenna bez wyraźnej zawartości
- leukostomoza drzew pestkowych – choroba drzew pestkowych
- lęgnia – jednokomórkowe gametangium żeńskie
- lichenologia – nauka o porostach
- lobomykoza – przewlekłe zapalenie skóry wywołane przez grzyba Lacazia loboi

## Ł
- łańcuszek akropetalny – konidia połączone z sobą w prosty lub rozgałęziony łańcuszek. Najmłodsze konidia znajdują się na szczycie łańcuszka, najstarsze u jego podstawy
- łańcuszek bazypetalny – konidia połączone z sobą w prosty lub rozgałęziony łańcuszek. Najstarsze konidia znajdują się na szczycie łańcuszka, najmłodsze u jego podstawy
- łączniki – liniowe zgrubienia na powierzchni zarodników, łączące jego brodawki lub kolce
- łysinka → hilum
- łzawiący – blaszka grzybów samoistnie wydzielająca kropelki płynu

## M
- makrokonidium – duży zarodnik konidialny
- mastygonemy – cienkie, delikatne włoski, pokrywające wici u pływek lęgniowców
- mazaedium – pylista masa z zarodnikami u niektórych porostów
- mączniak rzekomy – grupa chorób roślin wywołanych przez grzybopodobne lęgniowce
- mączniak prawdziwy – grupa chorób roślin wywołanych przez grzyby mączniakowce
- memnospora – zarodnik służący rozprzestrzenianiu się i rozmnażaniu organizmów, w odróżnieniu od xenospor będących formami przetrwalnikowymi
- mejospora – zarodnik diploidalny powstały podczas rozmnażania płciowego
- merosporangium – duża zarodnia, np. u niektórych sprzężniaków
- merulioidalny – hymenofor z anastomozującymi listewkami, czasami nazwą tą określa się także hymenofor z wydłużonymi, nieregularnymi porami
- metabazydium – podstawka właściwa
- metula – jedna z komórek konidioforu u kropidlakowatych (Aspergillaceae)
- metuloida – grubościenna cystyda, w górnej części inkrustowana kryształkami węglanu wapnia
- mezospora – nietypowa, jednokomórkowa teliospora lub urediniospora kiełkująca dopiero po okresie spoczynku
- mezoperydium – środkowa warstwa w okrywie (perydium) owocników
- miąższ – płonna część owocnika wypełniająca jego wnętrze
- mikrokonidium – mały zarodnik konidialny
- mitospora – zarodnik haploidalny powstały podczas rozmnażania bezpłciowego
- mleczko – wydzielany przez niektóre gatunki grzybów płyn zawierający w swoim składzie wodę, substancje żywiczne i substancje podobne do albumin
- monomityczny system – system strzępkowy złożony tylko ze strzępek generatywnych
- monopodialny – rodzaj rozgałęzienia, w którym istnieje trwała oś główna, od której odgałęziają się pojedynczo boczne gałązki, często w szeregach naprzemiennych lub spiralnych
- morfa – stadium życiowe grzybów różniące się sposobem rozmnażania lub budową
- mukormykoza – grzybica oportunistyczna wywołana przez grzyby z rzędu Mucorales
- mykofagia – odżywianie się grzybami
- mykologia – nauka o grzybach
- mykotoksyny – toksyny wytwarzane przez niektóre grzyby
- mykotoksykoza – choroba ludzi i zwierząt wywołana zatruciem mykotoksynami wytwarzanymi przez grzyby
- mykoza – zakaźna choroba wywołana przez grzyby pasożytnicze

## N
- nalot – utworzona przez grzyby mikroskopijne lub lęgniowce bardzo cienka warstewka grzybni na podłożu
- naskórek → epikutis
- nekroza – chorobowe obumieranie tkanek roślinnych wywołane przez różne patogeny
- nibynóżki, pseudopodia – ruchliwe wypustki plazmatyczne o zmiennym kształcie, występujące np. u przedstawicieli typu Sanchytriomycota
- nibystrzępka → pseudostrzępka
- nibywłośnia – włośnia u niektórych purchawkowatych, nie wyrastająca z gleby, lecz z endoperydium
- nibywstawki, pseudoparafizy – parafizy wyrastające powyżej poziomu worków, a następnie pomiędzy workami rosnące w dół i wrastające w podstawę owocnika

## O
- ochratoksyny – grupa mykotoksyn produkowanych przez grzyby tworzące pleśń z gatunków Aspergillus i Penicillium
- oogonium – występująca u lęgniowców niedojrzała żeńska gameta, powstająca z gonocytów, a następnie wielokrotnie dzielą się mitotycznie w oocyt I rzędu
- oosfera – nieruchoma gameta żeńska
- ooplast – występujące w niektórych oosporach wroślikowców pęcherzykowate i otoczone błoną komórkową ciałko o kształcie pęcherzyka
- operculum – wieczko zamykające worki lub zoosporangia u niektórych gatunków grzybów
- opilśń – gęsta, wojłokowata warstwa grzybni pokrywająca podłoże
- osłona – błona okrywająca owocnik grzyba
- osłona całkowita – osłona otaczająca cały owocnik, od podstawy trzonu po kapelusz
- osłona częściowa – osłona łącząca brzeg kapelusza z trzonem
- ostiola – niewielki, kropeczkowaty otwór na szczycie perytecjum, przez który wydostają się zarodniki
- owocnik – zbita część grzybni, w której na zewnątrz lub wewnątrz powstają zarodniki płciowe; u workowców jest to askokarp, u podstawczaków bazydiokarp
- osutka – grupa grzybowych chorób igieł drzew iglastych

## P
- paleomykologia – nauka o grzybach kopalnych
- parafyzoidy – – rodzaj płonnych strzępek występujących w owocnikach typu askostroma u niektórych grzybów. Są węższe od parafiz
- parafizy→ wstawki
- parakokcydioidomykoza – przewlekła grzybica ogólnoustrojowa wywołana przez Paracoccidioides brasiliensis
- paraplektynchyma → pseudoparenchyma
- parch – grupa grzybowych chorób roślin
- pastorałka – anatomiczna struktura tworząca się u podstawy worków niektórych grzybów z typu workowców, swoim wyglądemem przypominająca pastorał. Spełnia podobne zadanie, jak sprzążki u podstawczaków
- pączkowanie – rodzaj rozmnażania bezpłciowego polegający na wytwarzaniu przez organizm rodzicielski małego fragmentu (pączka), który po oderwaniu się od rodzica samodzielnie rozwija się w jego identyczną genetycznie kopię
- penicillus – struktura służąca do wytwarzania zarodników u grzybów z rodzaju Penicillium
- perydiola – występujące wewnątrz owocników niektórych grzybów twarde ciałko wytwarzające zarodniki
- perydium – ściana owocników
- peryfiza – rodzaj krótkich i skierowanych zazwyczaj skośnie w dół strzępek, występujących w owocnikach typu perytecjum u niektórych workowców
- peryfyzoidy – krótkie strzępki wyrastające ze ścian owocnika w górnej jego części, powyżej worków
- perystom – brzeg kolistego otworu (ostioli) w owocnikach niektórych grzybów. Występuje np. u przedstawicieli rodzaju Geastrum (gwiazdosz)
- perytecjum – rodzaj owocnika u grzybów, zazwyczaj o kulistym, gruszkowatym lub butelkowatym kształcie, z otworem na szczycie
- pęcherzyk – kuliste, owalne, jajowate, buławkowate lub elipsoidalne zakończenie konidioforu lub sporangioforu u grzybów
- pętla strzępkowa – mający postać pętli specyficzny rodzaj strzępek grzybów, służący do łapania drobnych bezkręgowców. Występuje np. u grzybów nicieniobójczych
- pierścień – u grzybów kapeluszowych część osłony znajdująca się na trzoni w postaci otaczającego go pierścienia
- pilocystyda, dermatocystyda – cystyda występująca w skórce kapelusza
- pionnot – występująca u niektórych gatunków grzybów struktura służąca do wytwarzania bezpłciowych zarodników konidialnych. Jest odmianą sporodochium, różni się od niego tym, że wewnątrz jest wypełnione śluzowatą substancją
- planogamia – typ rozmnażania płciowego polegający na łączeniu się dwóch ruchomych gamet
- planospora → pływka
- plazmodesma – pasma cytoplazmy łączące poprzez liczne jamki cytoplazmy sąsiednich komórek
- plazmodium – wielojądrowa masa protoplazmatyczna (komórczak) wykazująca zdolność pełzakowatego ruchu po podłożu. Występuje u śluzowców
- plazmogamia – zespolenie się cytoplazm dwóch zróżnicowanych płciowo komórek generatywnych
- plecha – zbiór strzępek wegetatywnych. U grzybów plechą określa się niezróżnicowaną lub słabo zróżnicowaną strukturę, pośrednie stadium między strzępką a grzybnią
- plecha heteromeryczna – plecha porostów zróżnicowana na kilka warstw
- plecha homeomeryczna – niezróżnicowana, na warstwy plecha porostów
- plecha pierwotna – u porostów pierwszy rodzaj plechy, jaki rozwija się na podłożu z kiełkujących urwistków, izydiów czy zarodników
- plecha wtórna – u porostów jest to plecha rozwijająca się z plechy pierwotnej
- plektenchyma – tkanka rzekoma, która powstaje z nitkowatych, początkowo oddzielonych plech poprzez ich splątanie się i złączenie. Buduje głównie owocniki
- pleśń – potoczna nazwa saprotroficznych grzybów z różnych grup systematycznych, których grzybnia rozwija się na pokarmach roślinnych, na nawozie, skórze i różnych resztkach roślin.
- pleurobazydium – podstawka powstająca na bocznej, poziomej strzępce. Typowa podstawka powstaje na strzępce końcowej
- pleurocystyda – cystyda występująca na bocznych ścianach blaszek grzybów
- płaszcz – wytwarzana przez grzyby warstwa strzępek otaczająca jego struktury (np. owocniki), także warstwa strzępek wytwarzana przez grzyby ektomykoryzowe i otaczająca korzenie współżyjących z nimi roślin
- pływka – zarodnik zdolny do poruszania się w wodzie za pomocą wici lub rzęsek
- pneumocystoza – zapalenie płuc wywołane przez grzyba Pneumocystis jiroveci
- pochwa – u grzybów kapeluszowych z rzędu pieczarkowców (Agaricales) część osłony całkowitej otaczająca nasadę trzonu, u wnętrzniaków pozostałości perydium otaczającego niedojrzałe owocniki
- podecjum – u niektórych porostów rurkowate trzoneczki, w przekroju okrągłych, często zakończonych kielichowato
- podglebie – – płonna część w zamkniętych owocnikach grzybów, występująca pod częścią płodną – glebą
- podkładka – zbita warstwa grzybni złożona z mocno ze sobą splecionych płonnych strzępek. U niektórych gatunków workowców powstają na niej pseudotecja lub perytecja, w których wytwarzane są zarodniki płciowe zwane askosporami
- podkładka infekcyjna – u grzybów pasożytniczych splot strzępek rozwijających się na powierzchni komórek gospodarza. Pełnią podobną rolę jak appressoria i hyfopodia – służą do przymocowania się do zywiciela
- podobazydium – podstawka wyrastająca jak pleurobazydium na bocznej strzępce, która potem prostuje się
- podstawka (basidium) – końcowa komórka strzępek w hymenium u grzybów zaliczanych do typu podstawczaków. Powstają na niej zarodniki płciowe zwane bazydiosporami lub zarodnikami podstawkowymi
- polimorfizm – występowanie u jednego gatunku różnych form rozwojowych, np. teleomorfy i anamorfy lub formy strzępkowej i drożdżowej
- poliplanetyzm – zdolność do kilkukrotnego tworzenia pływek (planospor) z jednej pływki. U Saprolegnia parasitica może występować aż 6 rzutów pływek
- pora rostkowa – miejscowe przewężenie ściany komórkowej zarodnika, przez które kiełkuje strzępka rostkowa
- poroidalny – hymenofor rurkowaty
- pory – otwory rurek w hymenoforze poroidalnym (rurkowatym)
- prążkowany – kapelusz z prześwitującymi blaszkami (zwłaszcza w stanie wilgotnym)
- probazydium – młoda forma podstawki
- proliferacja – zdolność komórki do wielokrotnego wytwarzania zarodników. Po każdym oddzieleniu się konidium od komórki konidiotwórczej następuje jej regeneracja
- propagacja drożdży – proces rozmnażania drożdży piwowarskich czystej kultury, otrzymanej w sposób sterylny z jednej komórki określonego szczepu drożdży charakteryzującego się pożądanymi cechami technologicznymi
- propagula – część organizmu służąca do jego rozprzestrzeniania się. U grzybów mogą to być zarodniki, urwistki, części plechy,
- pseudosklerocjum – zwarta struktura zawierająca fragmenty gleby lub organów roślin poprzerastane strzępkami grzybów. Pełni funkcję przetrwalnika
- pseudostrzępka – struktura podobna do strzępki, a w istocie będąca wydłużoną blastosporą. Występuje u drożdzy, np. z rodzaju Candida
- prozenchyma – plektenchyma o równolegle ułożonych strzępkach
- przedgrzybnia – strzępka kiełkująca z zarodników zwanych teliosporami. Występuje u rdzowców
- przedplesze – niezawierająca glonów część plechy porostów, znajdująca się na obwodzie
- przetrwalnik – forma spoczynkowa umożliwiająca organizmom przetrwanie niekorzystnych dla nich warunków
- przyczepki – różnego rodzaju wyrostki na powierzchni owocników u grzybów, np. na klejstotecjach u mączniakowców
- przegroda → septa
- przewód mleczny – strzępka mleczna
- przycistka → appressorium
- pseudoakantohyfida – cienkościenne, o maczugowatym lub cylindrycznym kształcie strzępki, posiadające na wierzchołku najczęściej od 2 do 5, rzadziej do 10 kończyków
- pseudocyfelle – drobne pęknięcia lub rozluźnienia warstwy korowej plechy u porostów
- pseudocystyda – nie zmodyfikowane lub mniej lub więcej zmodyfikowane zakończenie grubościennych strzępek w hymenium u niektórych grzybów
- pseudodimityczny – złożony ze strzępek generatywnych i szkieletowych ze sprzążkami
- pseudoparafizy → nibywstawki
- pseudoparenchyma, paraplektynchyma – rodzaj pseudotkanki występujący u grzybów i glonów. Składa się ze ściśle upakowanych jednokomórkowych strzępek i swoim wyglądem przypomina tkanki roślin wyższych, szczególnie tkankę miękiszową
- pseudosepta – przegroda zbudowana tylko z wewnętrznej warstwy ściany
- pseudostroma, pseudostromata – podkładka niewłaściwa, kta składa się nie tylko ze strzępek grzybni, ale także z tkanek gospodarza
- pseudotecjum – rodzaj owocnika powstającego w komorach podkładki. Występuje u wielu grzybów pasożytniczych
- ptychotecjum – rodzaj owocnika charakteryzującego się tym, że jego worki znajdują się w hymenium, ale jest ono silnie pofałdowane. Występuje np. u smardzów
- pyknidium – rodzaj owocnika wytwarzającego zarodniki konidialne. Jest to jednokomorowa, niewielka struktura z otworem na szczycie
- pykniospora, pykniokonidium – zarodnik konidialny powstający w pyknidium
- pyknotyrium – struktura służąca do wytwarzania bezpłciowych zarodników konidialnych. Jest to spłaszczony, tarczkowaty twór z konidioforami i promieniście popękaną ścianą górną, a czasami także dolną

## R
- rak roślin – grupa chorób roślin wywoływana przez bakterie i grzyby, objawiająca się głównie powstawaniem ran, próchnieniem, gniciem, nadmiernym wzrostem chorych organów, zgorzelą kory
- rdza – grzybowa choroba roślin wywołana przez grzyby z rzędu rdzowców (Pucciniales)
- receptakl – rodzaj owocnika u grzybów kapeluszowych. Wyrasta z kulistego lub jajowatego jaja i ma postać cylindrycznego, porowatego trzonu, na szczycie którego znajduje się słabo wyodrębniona główka
- resupinowaty – tworzący na podłożu cienką i przylegająca powłokę
- rinosporydioza – przewlekła choroba ziarninowa błony śluzowej wywoływana przez Rhinosporidium seeberi
- rizoktonioza – grupa grzybowych chorób roślin. Początkowo znany był jeden wywołujący ją gatunek grzyba – Rhizoctonia solani, obecnie znane jest wiele innych
- rozpostarty → resupinowaty
- rurki – rodzaj hymenoforu, składający się z cienkich kanalików otwierających się na zewnątrz z jednej strony tzw. porami
- ryzomorfy – grube, utworzone ze zbitej plektenchymy korzeniaste lub sznurowate twory. Rozrastają się w podłożu, pobierając z niego i przewodząc do owocnika substancje pokarmowe i wodę

## S
- saprotrof – organizm pobierający substancje pokarmowe przez rozkład martwej materii organicznej →grzyby saprotroficzne
- schizolityczny – zarodnik powstający na strzępce poprzez utworzenie na niej przegrody
- septa – poprzeczna przegroda w strzępkach
- septocystyda – podzielona septami strzępka wyrastająca z subhymenium lub tramy i przerastająca daleko ponad hymenium
- septorioza – grupa grzybowych chorób roślin wywołana przez grzyby mikroskopijne dawniej zaliczane do rodzaju Septoria, obecnie wskutek zmian w taksonomii, także do innych rodzajów
- sferocyt – strzępka kulista, często występująca zwłaszcza u gołąbków (Russula) i mleczajów (Lactarius)
- sferoplast – komórka w której za pomocą enzymów usunięto ścianę komórkową
- sferula – tworzona przez niektóre pasożytnicze grzyby (np. Coccinioides immitis) w komórkach żywiciela kulista bańka z endosporami
- sieci mykoryzowe – sieć pośrednich połączeń pomiędzy roślinami z udziałem grzybów mykoryzowych.
- sieć Hartiga – sieć strzępek z palczastymi wyrostkami u grzybów mykoryzowych, wnikających pomiędzy komórki kory pierwotnej korzenia roślin
- sieć strzępkowa – sieć strzępek służących grzybom drapieżnym do łowienia drobnych bezkręgowców
- sklerocjum, sklerota – bulwowiaste (zwykle) wytwory grzybni zbudowane z paraplektynchymy i pełniące rolę przetrwalników
- skolekokonidium – jedno- lub wielokomórkowy zarodnik konidialny charakteryzujący się długim, nitkowatym kształtem, u którego stosunek długości do szerokości jest większy od 1:15
- skórka – cienka zewnętrzna warstwa strzępek na owocnikach u grzybów owocnikowych
- skórka właściwa → subkutis
- somatogamia – typ rozmnażania płciowego polegający na łączeniu się dwóch haploidalnych, jednojądrowych strzępek, ale zróżnicowanych płciowo na dwa typy oznaczane jako (+) i (–)
- soralia – znajdujące się na plechach porostów miejsca powstawania i wydostawania się na zewnątrz urwistków zwanych też sorediami
- sorus – zarodnie zebrane w kupki. Występują np. u skoczkowców
- spermacjum – nieuwiciona gameta męska
- spermatyzacja – połączenie się haploidalnego zarodnika typu spermacjum ze strzępką haploidalnej grzybni. Może nastąpić tylko wtedy, gdy zarodnik i grzybnia należą do różnych typów płciowych oznaczanych jako (+) i (–)
- spermogonium – występujące u niektórych podstawczaków struktury z otworkiem na szczycie, służące do wytwarzania zarodników. Są budową podobne do pyknidiów
- spitzenkörper – znajdująca się na końcu strzępek grzybów struktura będąca centrum organizacyjnym wzrostu strzępek i morfogenezy
- sporangiofor – specjalny twór unoszący zarodnie u niektórych grzybów
- sporangiola – mała zarodnia występująca u niektórych gatunków grzybów zaliczanych do typów Mucoromycetes i sprzężniaków
- sporangiospora – zarodnik konidialny powstający w kulistych zarodniach (sporangiach) osadzonych na szczycie sporangioforu
- sporodochium – zbudowana z wielu strzępek struktura, w której w wyniku rozmnażania bezpłciowego wytwarzane są zarodniki konidialne
- sporofor → owocnik
- sporokarp→ owocnik, zazwyczaj podziemny, złożony ze ściśle przylegających do siebie zygospor, chlamydospor lub sporangiów wraz z poprzeplatanymi strzępkami grzybni
- sporotrychoza – choroba wywołana przez grzyba Sporothrix schenckii
- sporysz – przetrwalnik pasożytniczego grzyba buławinki czerwonej
- sprzążka, klamra – zwykle jednostronne, niewielkie zgrubienie strzępki występujące na poprzecznej przegrodzie między jej dwoma sąsiednimi członami, umożliwiające wymianę jąder podczas rozmnażania
- ssawki – odgałęzienia strzępek pasożytniczych grzybów wrastające w ciało organizmu żywicielskiego i pobierające z niego substancje pokarmowe
- statismospora – rodzaj zarodnika, który po dojrzeniu jest oddzielany od wytwarzającej go struktury, ale nie jest mechanicznie wyrzucany. Jego przeciwieństwem jest balistospora
- staurokonidium – rodzaj zarodnika konidialnego o gwiaździstym kształcie
- stereotecjum owocnik u workowcówm w którym brak hymenium, a worki występują pojedynczo lub w komorach
- sterygma – u podstawczaków część podstawki na której wyrastają bazydiospory
- stolon – długa, poziomo rosnąca strzępka z chwytnikami, z której pionowo do góry wyrastają sporangiofory z zarodniami
- stroma → podkładka
- strzępka – nitkowaty (zwykle) element budowy ciała grzybów
- strzępka generatywna – podstawowy rodzaj strzępek u podstawczaków, dający początek innym rodzajom strzępek
- strzępka gleocystydialna – strzępka generatywna, zawartością podobna do gleocystydy, ale w hymenium rosnąca prostopadle do jego powierzchni
- strzępka infekcyjna – u grzybów pasożytniczych strzępka wytwarzana przez kiełkujący zarodnik, za pomocą której dokonuje on infekcji
- strzępka łącznikowa – w dimitycznym lub trimitycznym systemie strzępkowym jest to rozgałęziona, bardzo grubościenna lub nawet pełna strzępka, nie mająca przegród. Kierunek jej wzrostu często jest bardziej przypadkowy niż strzępki szkieletowej
- strzępka mleczna – strzępka wydzielająca mleczko. Często występuje np. u mleczajów (Lactarius)
- strzępka oleista – strzępka wydzielająca oleistą substancję. Występuje np. u gołąbkowców i piestrówek
- strzępka prymordialna – strzępka występująca w kapeluszach niektórych grzybów; długa, cylindryczna, podzielona septami i stopniowo zwężająca się ku górze
- strzępka rostkowa – pierwsza strzępka wytwarzana przez kiełkujący zarodnik
- strzępka szczecinkowa – strzępka podobna do szczecinek, ale znacznie od nich dłuższa
- strzępka szkieletowa – strzępka występująca w dimitycznym lub trimitycznym systemie strzępkowym; zwykle nierozgałęziona, grubościenna lub pełna
- strzępka uchyłkowata – strzępka z prostymi lub rozgałęzionymi naroślami
- subhymenium – warstwa gęsto splecionych strzępek generatywnych znajdująca się pod hymenium
- subikulum – u grzybów rozpostartych rodzaj kontekstu, mający postać cienkiej i przyrośniętej do podłoża warstwy, na której rozwija się hymenofor
- subkutis, skórka właściwa – dolna warstwa strzępek w wielowarstwowej skórce kapelusza i trzonu grzybów
- sulfowanilina – odczynnik chemiczny używany do mikroskopowych badań grzybów. Pod jego wpływem czasami cystydy zmieniają barwę, co jest pomocne przy identyfikacji gatunków
- sympodialny – sposób wzrostu komórek konidiotwórczych polegający na ich rozgałęzianiu się. Przykładem są Cercospora i Helminthosporium
- sympodula – końcowa komórka, na której wytwarzane są zarodniki konidialne
- synanomorfa – ananomorfa wytwarzająca dwa rodzaje zarodników
- syngamia – proces zapłodnienia w rozmnażaniu płciowym u roślin i grzybów, polegający na łączeniu się gamet i obejmujący zlewanie się ich cytoplazm i jąder
- synnema → koremium
- system strzępkowy, układ strzępkowy – w zależności od tego ile rodzajów strzępek buduje ciało danego grzyba, wyróżnia się system monomityczny (tylko strzępki generatywne), dimityczny (dwa rodzaje strzępek, generatywne i łącznikowe lub szkieletowe) i trimityczny (trzy rodzaje strzępek; generatywne, łącznikowe i szkieletowe)
- szczecinka – sztywny, gruby i ostro zakończony nibywłosek występujący u niektórych grzybów, zwłaszcza wewnątrz rurek w hymenoforze
- sznur grzybniowy – wiązka równolegle ułożonych strzępek grzyba, wyraźnie różniąca się swoją budową i złożonością od pozostałych strzępek. Umożliwia grzybom pokonanie większej odległości, zwiększając szansę na dostanie się do pokarmu

## T
- tarczka owocnika – odsłonięta górna powierzchnia hymenium w owocnikach typu apotecjum u porostów
- teleomorfa – płciowa postać rozwojowa (w odróżnieniu od bezpłciowej anamorfy)
- teleutospora → teliospora
- telium – wytwór grzybni wytwarzający zarodniki zwane teliosporami. Występuje u rdzowców i głowniaków
- tetraspora → mejospora
- toksocysta – niewielki pęcherzyk wytwarzany przez grzyby mięsożerne. Jego zawartość paraliżuje ofiary
- trama – wewnętrzna struktura strzępek tworzących miąższ i hymenofor
- tramacystyda – cystyda grubościenna, czasami o wierzchołku pokrytym kryształkami
- trehaloza – cukier występujący u niektórych grzybów, np. u borowika szlachetnego
- trofozoit – struktura inwazyjna pasożytniczych grzybów pełzakowatych, umożliwiająca im poruszanie się w ciele żywiciela
- trzon – sterylna część owocnika, na której osadzony jest kapelusz lub główka
- trzonek – występująca na niektórych zarodnikach grzybów i złączona z nimi strzępka wyglądem przypominająca trzonek
- trimityczny system – złożony ze strzępek generatywnych, szkieletowych i łącznikowych

## U
- uczep – fragment plechy służący porostom do przymocowania się do podłoża
- układ strzępkowy → system strzępkowy
- ustilospora – rodzaj zarodnika konidialnego, charakterystyczny dla grzybów z podtypu grzyby głowniowe
- uredinium – poduszeczkowatego kształtu skupisko urediniospor wytwarzanych przez rdzowce i głowniaki
- urediniospora – zarodnik wytwarzany przez rdzwce w urediniach
- urofiza – płonna strzępka występująca w urediniach u niektórych gatunków rdzowców
- urwistki – drobne fragmenty ciała porostów zawierające komórki glonów oplecione przez strzępki grzyba. Służą do rozmnażania się porostów

## W
- werticilioza – grupa grzybowych chorób roslin wywołana przez gatunki z rodzaju Verticillium
- wić – organellum ruchu zoospor i niektórych organizmów grzybopodobnych
- wieszadełko – strzępki podtrzymujące zygosporę
- włoski (grzyby) – zbudowane ze strzępek struktury podobne do włosów. Występują w górnej warstwie skórki zwanej epikutisem
- włostek – wyrostek lęgni, poprzez który podczas zapłodnienia z plemni do lęgni przepływa zawartość cytoplazmy wraz z jądrami
- włośnia – nitkowate, płonne strzępki grzybni, które wraz z zarodnikami wypełniają wnętrze owocników typu zamkniętego
- wnętrzniaki – grzyby o owocnikach zamkniętych, np. trufle, tęgoskóry, purchawki
- worek – specjalna komórka o charakterze zarodni, w której w wyniku rozmnażania płciowego zwanego askogamią powstają zarodniki – askospory
- wstawki, parafizy – płonne komórki występujące między workami w hymenium
- wyrostek wnęki – krótki występ na końcu płciowego zarodnika grzybów (bazydiospory)

## Z
- zarodnia – organ rozmnażania bezpłciowego mający postać zamkniętego tworu. Powstają w nim zarodniki zwane konidiami
- zarodnik – komórka lub grupa komórek powstająca podczas rozmnażania, zarówno płciowego, jak bezpłciowego
- zarodnik murkowaty → diktiokonidium
- zasnówka – pozostałości pajęczynowatej osłony częściowej na owocnikach niektórych grzybów kapeluszowych
- zgorzel – grupa chorób roślin objawiająca się obumieraniem całych ich organów, zwłaszcza korzeni i kory
- zoosporangium – zarodnia produkująca pływki zwane też zoosporami
- zoospora → pływka
- zygogamia – rozmnażanie płciowe polegające na łączeniu się całych gametangiów
- zygosporangium – wielojądrowy twór powstający w wyniku zygogamii. Występuje u przedstawicieli typów Mucoromycota i sprzężniaki